# Aschaffenburg járás
Aschaffenburg járás egy járás Bajorországban. Aschaffenburg járás Main-Spessart, Miltenberg, Aschaffenburg, Offenbach, Darmstadt-Dieburg és Main-Kinzig járásokkal határos. Lakosainak száma 152 367 fő (1987. május 25.).

## Népesség
A járás népessége az elmúlt években az alábbi módon változott:
| Lakosok száma | 140 733 | 152 367 | 172 575 | 172 791 | 172 776 | 173 695 | 173 504 | 173 969 | 174 208 |
|               | 1970    | 1987    | 2012    | 2013    | 2014    | 2015    | 2016    | 2017    | 2019    |